# Record du monde de natation dames du 100 mètres papillon
Progression du record du monde de natation sportive dames pour l'épreuve du 100 mètres papillon en bassin de 50 et 25 mètres.

## Bassin de 50 mètres
| Temps            | Athlète           | Naissance | Âge | Nationalité        | Compétition                       | Lieu             | Date               |
| ---------------- | ----------------- | --------- | --- | ------------------ | --------------------------------- | ---------------- | ------------------ |
| 1 min 16 s 6     | Jutta Langenau    |           |     | Allemagne de l'Est |                                   | Turin            | 31 août 1954       |
| 1 min 14 s 0     | Shelley Mann      |           |     | États-Unis         |                                   | Richmond         | 4 septembre 1954   |
| 1 min 13 s 8     | Mary Kok          |           |     | Pays-Bas           |                                   | Alkmaar          | 16 avril 1955      |
| 1 min 13 s 7     | Atie Voorbij      |           |     | Pays-Bas           |                                   | Naarden          | 14 juin 1955       |
| 1 min 13 s 2     | Atie Voorbij      |           |     | Pays-Bas           |                                   | Alger            | 28 août 1955       |
| 1 min 13 s 1     | Atie Voorbij      |           |     | Pays-Bas           |                                   | Flardingue       | 21 septembre 1955  |
| 1 min 11 s 9     | Atie Voorbij      |           |     | Pays-Bas           |                                   | Velsen           | 5 février 1956     |
| 1 min 11 s 8     | Shelley Mann      |           |     | États-Unis         |                                   | Tyler            | 7 juillet 1956     |
| 1 min 10 s 5     | Atie Voorbij      |           |     | Pays-Bas           |                                   | Hilversum        | 12 novembre 1956   |
| Nouvelles règles |                   |           |     |                    |                                   |                  |                    |
| 1 min 10 s 5     | Atie Voorbij      |           |     | Pays-Bas           |                                   | Rhenes           | 4 août 1957        |
| 1 min 09 s 6     | Nancy Ramey       |           |     | États-Unis         |                                   | Los Angeles      | 28 juin 1958       |
| 1 min 09 s 1     | Nancy Ramey       |           |     | États-Unis         |                                   | Chicago          | 2 septembre 1959   |
| 1 min 08 s 9     | Janice Andrew     |           |     | Australie          |                                   | Tokyo            | 2 avril 1961       |
| 1 min 08 s 8     | Mary Stewart      |           |     | Canada             |                                   | Philadelphie     | 12 août 1961       |
| 1 min 08 s 2     | Susan Doerr       |           |     | États-Unis         |                                   | Philadelphie     | 12 août 1961       |
| 1 min 07 s 8     | Susan Doerr       |           |     | États-Unis         |                                   | Philadelphie     | 2 août 1962        |
| 1 min 07 s 3 (y) | Mary Stewart      |           |     | Canada             |                                   | Vancouver        | 28 juillet 1962    |
| 1 min 06 s 5     | Kathy Ellis       |           |     | États-Unis         |                                   | Caroline du Nord | 16 août 1963       |
| 1 min 06 s 1     | Ada Kok           |           |     | Pays-Bas           |                                   | Soestduinen      | 1er septembre 1963 |
| 1 min 05 s 1 (y) | Ada Kok           |           |     | Pays-Bas           |                                   | Blackpool        | 30 mai 1964        |
| 1 min 04 s 7     | Sharon Stouder    |           |     | États-Unis         |                                   | Tokyo            | 16 octobre 1964    |
| 1 min 04 s 5     | Ada Kok           |           |     | Pays-Bas           |                                   | Budapest         | 14 août 1964       |
| 1 min 04 s 1     | Alice Jones       |           |     | États-Unis         |                                   | Los Angeles      | 20 août 1970       |
| 1 min 03 s 9     | Mayumi Aoki       |           |     | Japon              |                                   | Tokyo            | 21 juillet 1972    |
| 1 min 03 s 80    | Andrea Gyarmati   |           |     | Hongrie            | Jeux olympiques                   | Munich           | 31 août 1972       |
| 1 min 03 s 34    | Mayumi Aoki       |           |     | Japon              | Jeux olympiques                   | Munich           | 1er septembre 1972 |
| 1 min 03 s 05    | Kornelia Ender    | 1958      | 15  | Allemagne de l'Est |                                   | Berlin           | 14 avril 1973      |
| 1 min 02 s 31    | Kornelia Ender    | 1958      | 15  | Allemagne de l'Est |                                   | Berlin           | 14 juillet 1973    |
| 1 min 02 s 09    | Rosemarie Kother  |           |     | Allemagne de l'Est | Championnats d'Europe             | Vienne           | 21 août 1974       |
| 1 min 01 s 99    | Rosemarie Kother  |           |     | Allemagne de l'Est | Championnats d'Europe             | Vienne           | 22 août 1974       |
| 1 min 01 s 88    | Rosemarie Kother  |           |     | Allemagne de l'Est | Match USA/Allemagne de l'Est      | Concord          | 1er septembre 1974 |
| 1 min 01 s 33    | Kornelia Ender    | 1958      | 17  | Allemagne de l'Est |                                   | Wittenberg       | 9 juin 1975        |
| 1 min 01 s 24    | Kornelia Ender    | 1958      | 17  | Allemagne de l'Est | Championnats du monde             | Cali             | 24 juillet 1975    |
| 1 min 00 s 13    | Kornelia Ender    | 1958      | 18  | Allemagne de l'Est | Championnats d'Allemagne de l'Est | Berlin-Est       | 4 juin 1976        |
| 1 min 00 s 13    | Kornelia Ender    | 1958      | 18  | Allemagne de l'Est | Jeux olympiques                   | Montréal         | 22 juillet 1976    |
| 59 s 78          | Christiane Knacke |           |     | Allemagne de l'Est | Allemagne de l'Est duel           | Berlin-Est       | 28 août 1977       |
| 59 s 46          | Andrea Pollack    | 1961      | 17  | Allemagne de l'Est | Championnats d'Allemagne de l'Est | Berlin-Est       | 3 juillet 1978     |
| 59 s 26          | Mary T. Meagher   | 1964      | 16  | États-Unis         | Championnats USA                  | Austin           | 11 avril 1980      |
| 57 s 93          | Mary T. Meagher   | 1964      | 17  | États-Unis         | Championnats USA                  | Brown Deer       | 16 août 1981       |
| 57 s 88          | Jenny Thompson    | 1973      | 26  | États-Unis         | Championnats pan-pacifiques       | Sydney           | 23 août 1999       |
| 56 s 69          | Inge de Bruijn    | 1973      | 27  | Pays-Bas           | Speedo Grand Prix meet            | Sheffield        | 25 mai 2000        |
| 56 s 64          | Inge de Bruijn    | 1973      | 27  | Pays-Bas           | Region XII Senior Championships   | Federal Way      | 24 juillet 2000    |
| 56 s 61          | Inge de Bruijn    | 1973      | 27  | Pays-Bas           | Jeux olympiques (f)               | Sydney           | 17 septembre 2000  |
| 56 s 44,         | Sarah Sjöström    | 1993      | 16  | Suède              | Championnats du monde (d)         | Rome             | 26 juillet 2009    |
| 56 s 06          | Sarah Sjöström    | 1993      | 16  | Suède              | Championnats du monde (f)         | Rome             | 27 juillet 2009    |
| 55 s 98          | Dana Vollmer      | 1987      | 24  | États-Unis         | Jeux olympiques (f)               | Londres          | 29 juillet 2012    |
| 55 s 74          | Sarah Sjöström    | 1993      | 21  | Suède              | Championnats du monde (d)         | Kazan            | 2 août 2015        |
| 55 s 64          | Sarah Sjöström    | 1993      | 21  | Suède              | Championnats du monde (f)         | Kazan            | 3 août 2015        |
| 55 s 48          | Sarah Sjöström    | 1993      | 22  | Suède              | Jeux olympiques (f)               | Rio de Janeiro   | 7 août 2016        |

## Bassin de 25 mètres
| Temps   | Athlète           | Naissance | Âge | Nationalité | Compétition                       | Lieu            | Date              |
| ------- | ----------------- | --------- | --- | ----------- | --------------------------------- | --------------- | ----------------- |
| 58 s 73 | Amy Van Dyken     | 1973      | 22  | États-Unis  |                                   |                 | 1995              |
| 58 s 68 | Limin Liu         | 1976      | 19  | Chine       | Championnats du monde             | Rio de Janeiro  | 2 décembre 1995   |
| 58 s 56 | Angela Kennedy    | 1976      | 19  | Australie   |                                   |                 | 1995              |
| 58 s 29 | Misty Hyman       | 1979      | 17  | États-Unis  | Championnats open du Canada       | Sainte-Foy      | 1er décembre 1996 |
| 58 s 24 | Ayari Aoyama      | 1982      | 15  | Japon       |                                   | Tokyo           | 28 mars 1997      |
| 57 s 79 | Jenny Thompson    | 1973      | 24  | États-Unis  | Championnats du monde (f)         | Göteborg        | 19 avril 1997     |
| 56 s 90 | Jenny Thompson    | 1973      | 25  | États-Unis  | Coupe du monde                    | College Station | 1er décembre 1998 |
| 56 s 80 | Jenny Thompson    | 1973      | 27  | États-Unis  | Coupe du monde                    | Paris           | 12 février 2000   |
| 56 s 56 | Jenny Thompson    | 1973      | 27  | États-Unis  | Championnats du monde (d)         | Athènes         | 18 mars 2000      |
| 56 s 55 | Martina Moravcova | 1976      | 26  | Slovaquie   | Coupe du monde (f)                | Berlin          | 26 janvier 2002   |
| 56 s 34 | Natalie Coughlin  | 1982      | 20  | États-Unis  | Coupe du monde (f)                | New York        | 22 novembre 2002  |
| 55 s 95 | Lisbeth Lenton    | 1985      | 21  | Australie   | Championnats d'Australie (f)      | Hobart          | 28 août 2006      |
| 55 s 89 | Felicity Galvez   | 1985      | 23  | Australie   | Championnats du monde (f)         | Manchester      | 13 avril 2008     |
| 55 s 74 | Lisbeth Lenton    | 1985      | 23  | Australie   | Grand Prix de Canberra (f)        | Canberra        | 26 avril 2008     |
| 55 s 68 | Jessicah Schipper | 1986      | 23  | Australie   | Championnats d'Australie (f)      | Hobart          | 12 août 2009      |
| 55 s 46 | Felicity Galvez   | 1985      | 24  | Australie   | Coupe du monde (f)                | Stockholm       | 10 novembre 2009  |
| 55 s 05 | Diane Bui-Duyet   | 1979      | 30  | France      | Championnats d'Europe (d)         | Istanbul        | 12 décembre 2009  |
| 54 s 61 | Sarah Sjöström    | 1993      | 21  | Suède       | Championnats du monde (f)         | Doha            | 7 décembre 2014   |
| 54 s 59 | Kelsi Dahlia      | 1994      | 27  | Pays-Bas    | International Swimming League (f) | Eindhoven       | 3 décembre 2021   |
| 54 s 05 | Margaret MacNeil  | 2000      | 22  | Canada      | Championnats du monde (f)         | Melbourne       | 18 décembre 2022  |